# A forza di sberle
A forza di sberle è un film del 1974 diretto da Bruno Corbucci.

## Trama
Mercimek (Narciso) e Merdiven (Johnny) sbarcano a Istanbul e trovano lavoro come lavapiatti al ristorante "L'angelo azzurro". Il locale però è costantemente sotto le minacce di Komiser, che intende comprare l'intero edificio. Johnny, innamorato di Zelina, la figlia del padrone, vuole provare a cambiare la situazione, ma viene coinvolto in una rapina e finisce in prigione in compagnia del suo amico.